# 100-årsjubileet av Albaniens självständighet
100-årsjubileet av Albaniens självständighet (albanska: 100 vjet Pavarësi e Shqipërisë) är ett årslångt firande år 2012 då albaner firar 100-årsjubileet av det självständiga Albanien, den första albanska staten i modern historia.

## Firande
Firandet inleddes den 17 januari 2012 då en högtidlig ceremoni organiserades av Albaniens parlament med deltagande av representanter från Kosovo, Makedonien, Montenegro, Preševo (Presheva) och Bujanovac (Bujanoci). De flesta av evenemangen kring firandet inleddes kring oktober-november. 
Bland annat hölls ett firande den 24 november 2012 i Danmarks huvudstad Köpenhamn med olika albanska artister som deltog.
Kvarlevorna av Zog I av Albanien fördes tillbaka till Albanien från Frankrike, där han hade avlidit 1961. Kvarlevorna grävdes upp och en ceremoni hölls vid återkomsten den 17 november.

### I Albanien
Det stora firandet hålls den 28 november 2012, vilket är landets nationaldag samt självständighetsdag. I Tirana kommer en militärparad att genomföras. Konserter med folk- och populärmusik kommer även att hållas i Tirana och Vlora. Presidentens flagga kommer att hissas officiellt såväl som den albanska flaggan och blommor kommer att placeras vid Ismail Qemalis grav. Presidentens, Sali Berishas, tal hålls vid ett möte tillägnat självständighetsdagen. Dessutom kommer ett monument tillägnat självständigheten att avtäckas.